# 岡田菊次郎
岡田 菊次郎（おかだ きくじろう、1867年5月19日（慶応3年4月16日） - 1962年（昭和37年）9月3日）は、三河碧海郡安城村戸崎（現・愛知県安城市安城町）出身の政治家。
安城村長、安城町長。安城村会議員、安城町会議員、碧海郡会議員、愛知県会議員。安城町に愛知県立農林学校（現・愛知県立安城農林高校）や愛知県農事試験場などの施設を誘致し、町内の道路整備を進めた。明治用水などの水利事業にも関わり、「用水の神様」と呼ばれた。安城市名誉市民。

## 経歴

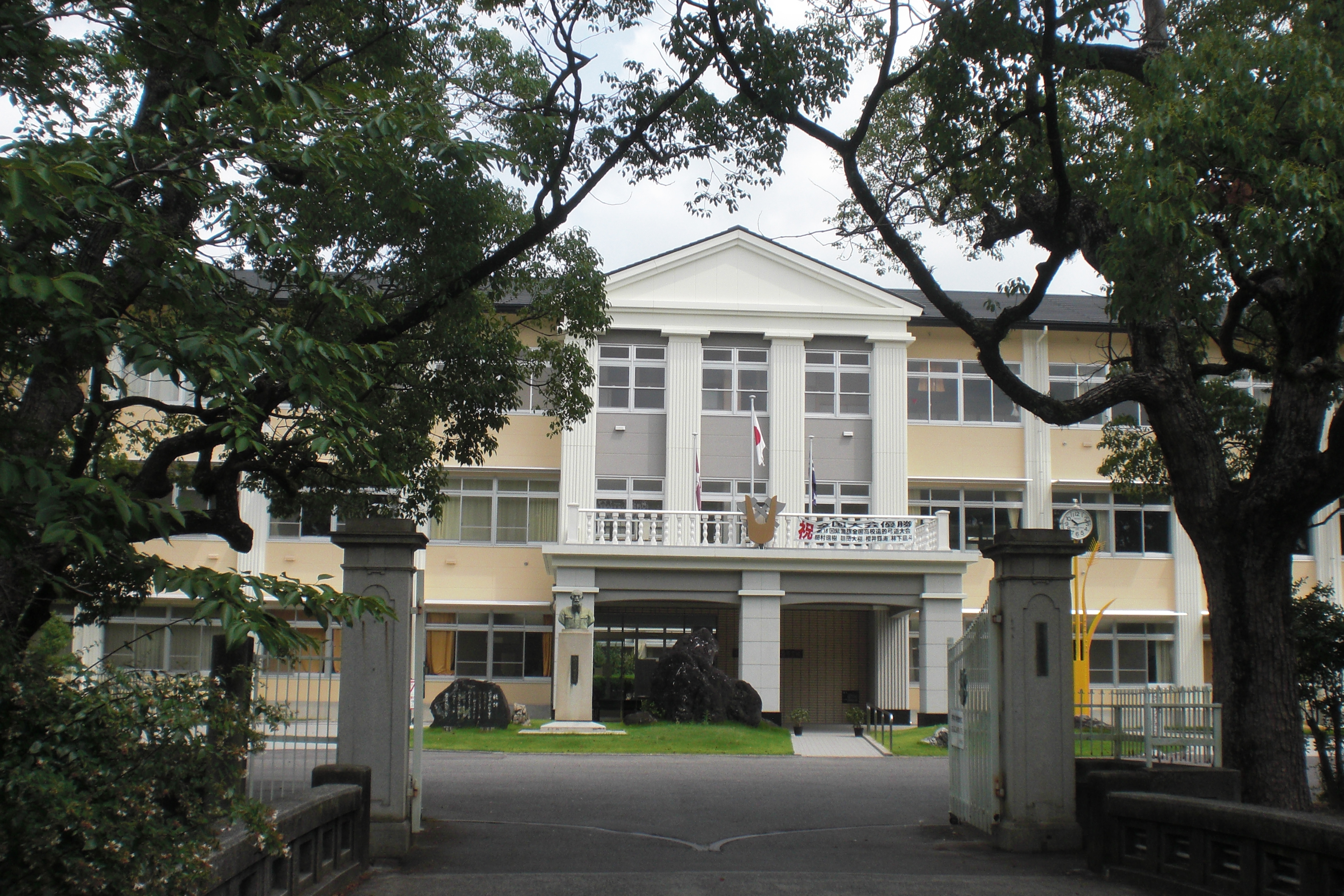
岡田が誘致した愛知県立安城農林高校

1867年（慶応3年）、三河国碧海郡安城村戸崎（現・愛知県安城市安城町）の米穀商である岡田覚兵衛の長男として生まれた。19歳の時に家業を弟に譲って百姓となり、約1町歩の田畑をもらって新家に出た。東海道本線（現在のJR東海道本線）の測量を手伝ったり、土地整理委員として土地調査を行ったりしている。1888年（明治22年）から安城村役場の仕事にかかわり、1889年（明治23年）には安城村の書記となった。1891年（明治24年）には安城村の村会議員となり、その後安城村の助役となっている。
1900年（明治33年）には三河地方に愛知県立農林学校（現・愛知県立安城農林高校）を誘致する運動を強引に展開。安城村では町長を筆頭に反対者が多数おり、岡田が独断で承諾した事に反対した村長が辞職するなどの騒動となったが、村民を説得して反対運動を抑え、岡田が後任の安城村長となっている。1903年（明治36年）には愛知県会議員に就任した。安城村は1906年（明治39年）に町制を施行して安城町となり、1910年（明治43年）には安城町長に就任した。さらに安城町農会長、碧海郡農会副会長、碧海郡会議員などを歴任している。1946年（昭和21年）11月、公職追放により町長を辞職。

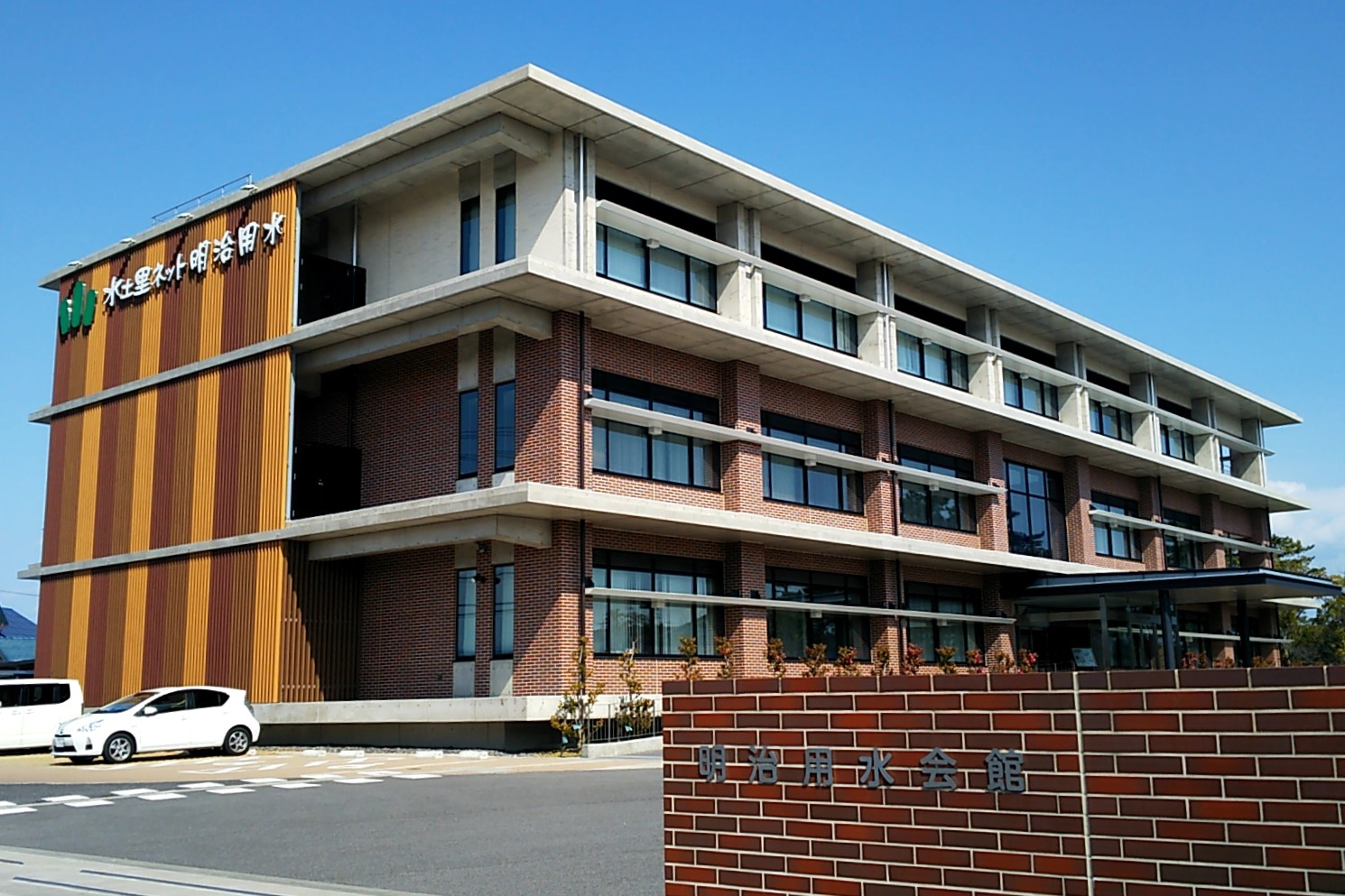
明治用水会館

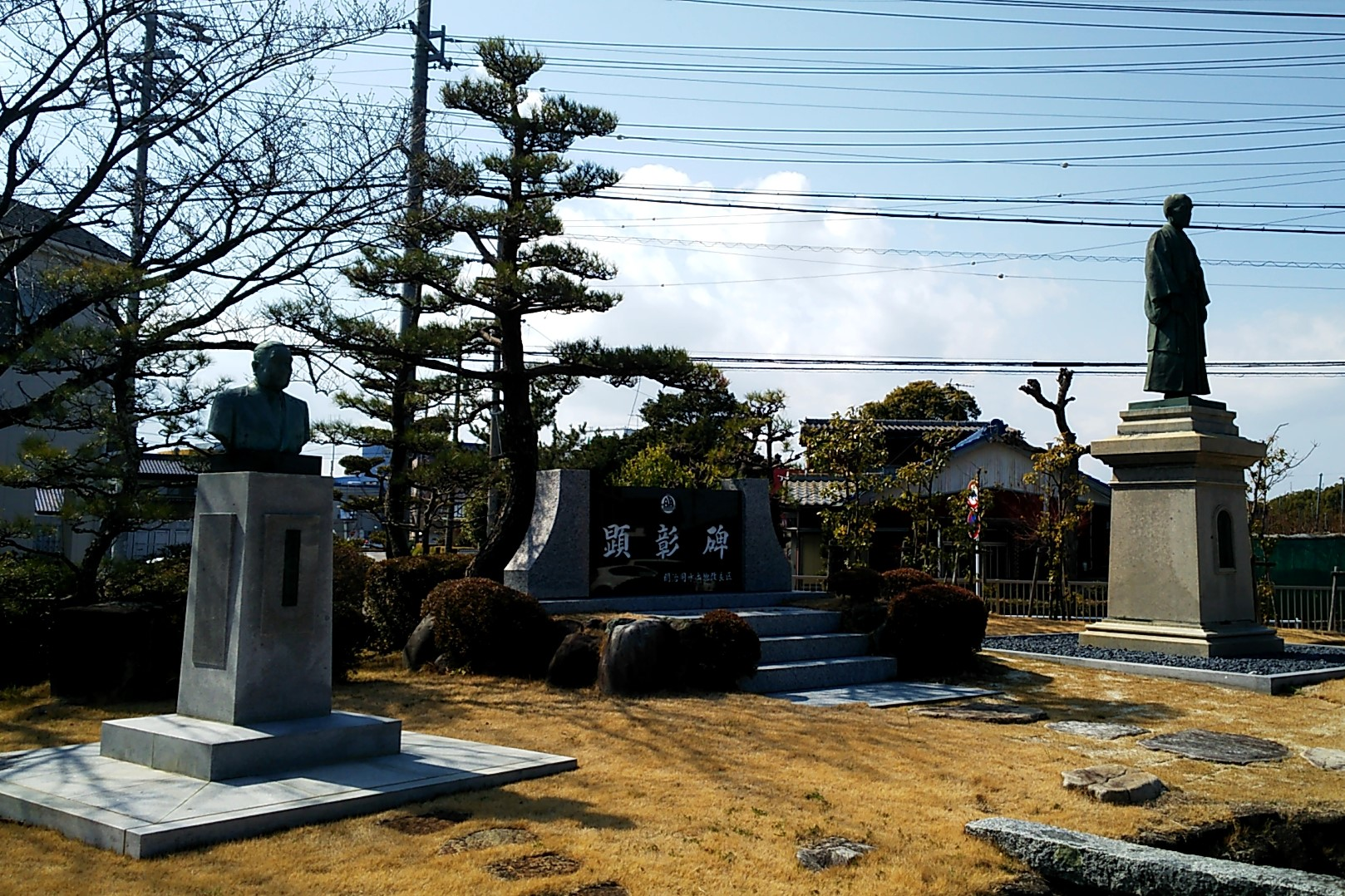
明治用水会館にある岡田の銅像（右）

安城町長としては1901年（明治34年）に愛知県立農林学校を、1920年（大正9年）には西春日井郡清洲町（現・清須市）にあった愛知県農事試験場を誘致している。安城警察署や碧海郡役所の移転などにも携わっている。安城町長時代には100近くの町道の整備を行った。また安城町内に愛知県道は十数本もあったが、安城町の道路網は他自治体と比べてずば抜けて充実していたとされる。山崎延吉が提唱した多角形農業（稲作のほかに養蚕・養鶏・野菜・果樹）を推進し、自身はこの五角形のほかに食品加工を行う会社として1929年（昭和4年）に三河食品株式会社を設立している。
1897年（明治30年）に明治用水普通水利組合の議員となり、1903年（明治36年）から1948年（昭和23年）までは常設委員を務めている。1914年（大正3年）には岡崎平野の水源である長野県下伊那郡根羽村の山を購入して植林を行う水源涵養を計画し、反対運動を押し切って植林を行った。東加茂郡下山村羽布（現・豊田市羽布町）にも植林を行っている。同じ矢作川から分水する明治用水と枝下用水はばしばし水争いを起こしていたが、1926年（大正15年）には西三河地方の発展のために両用水を合併させた。太平洋戦争後には明治用水土地改良区の初代理事長に就任している。明治用水の水資源を確保して末端部の水不足を解消し、用水の管理体制を整備したことから、「用水の神様」と呼ばれた。

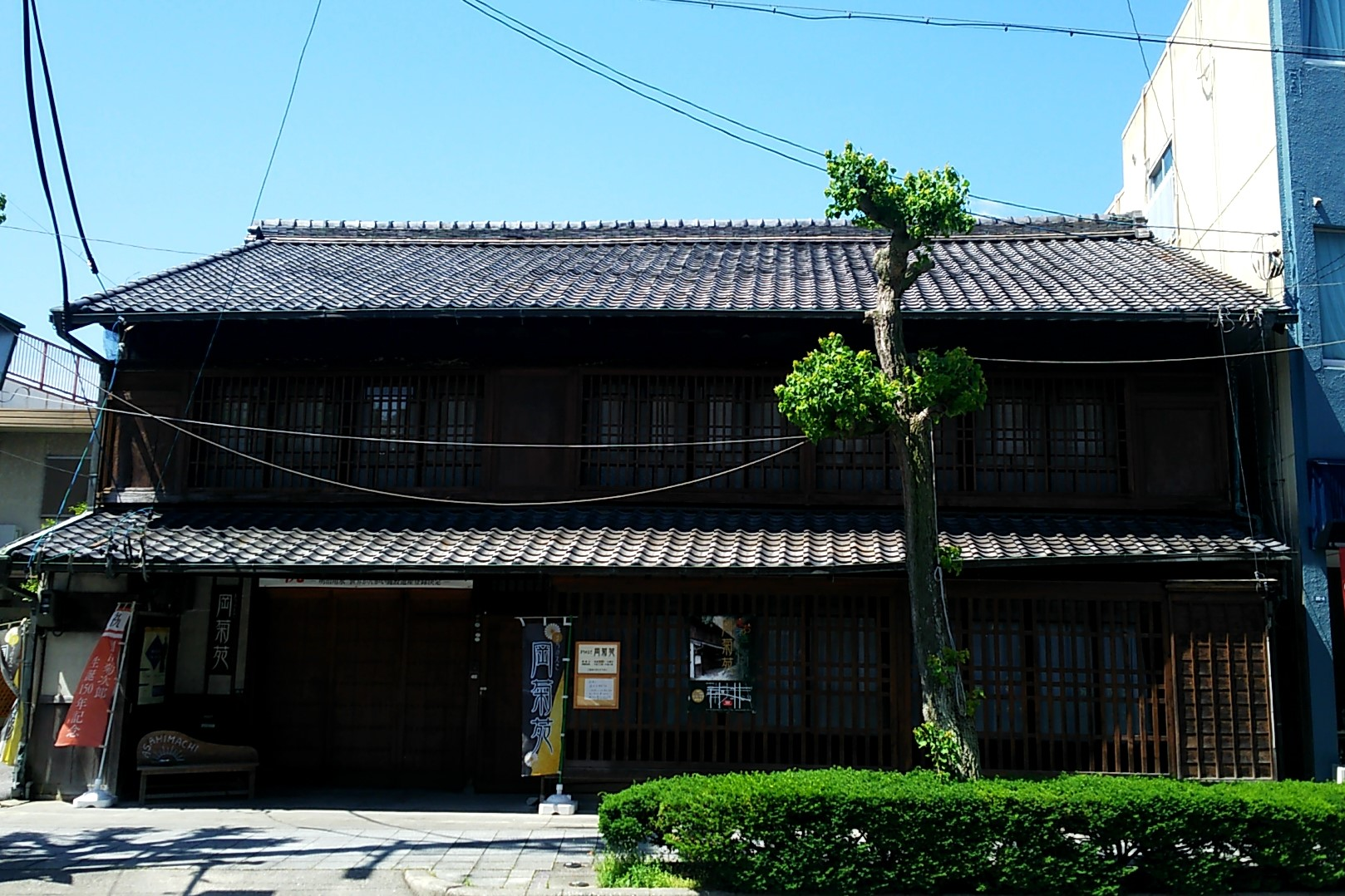
岡田の生家である「まちのえき 岡菊苑」

62歳の時には現在の御幸本町に初めて銅像が建てられ、太平洋戦争中の金属供出によって一時的になくなったが、戦後にはすぐに再建された。
1955年（昭和30年）2月15日に行われた安城市長選挙に出馬するも、現職の大見為次に敗れる。
1957年（昭和32年）には安城市初の名誉市民に選ばれている。1961年（昭和36年）には岡田の長寿を記念して、安生神社東側の広場で大相撲が開催された。
1962年（昭和37年）9月3日に死去。95歳の長寿だった。JAあいち中央本店の建て替えに伴い、御幸本町に勃っていた岡田の銅像は大東町の明治用水会館に移設されている。2013年（平成25年）10月には安城市中心市街地活性化協議会によって朝日町に「まちのえき 岡菊苑」が開設された。2017年（平成29年）は岡田の生誕150周年であり、誕生日である4月16日には岡菊苑で生誕祭が行われた。